# Voyah Courage
Voyah Courage – elektryczny samochód osobowy typu SUV klasy średniej produkowany pod chińską marką Voyah od 2024 roku.

## Historia i opis modelu

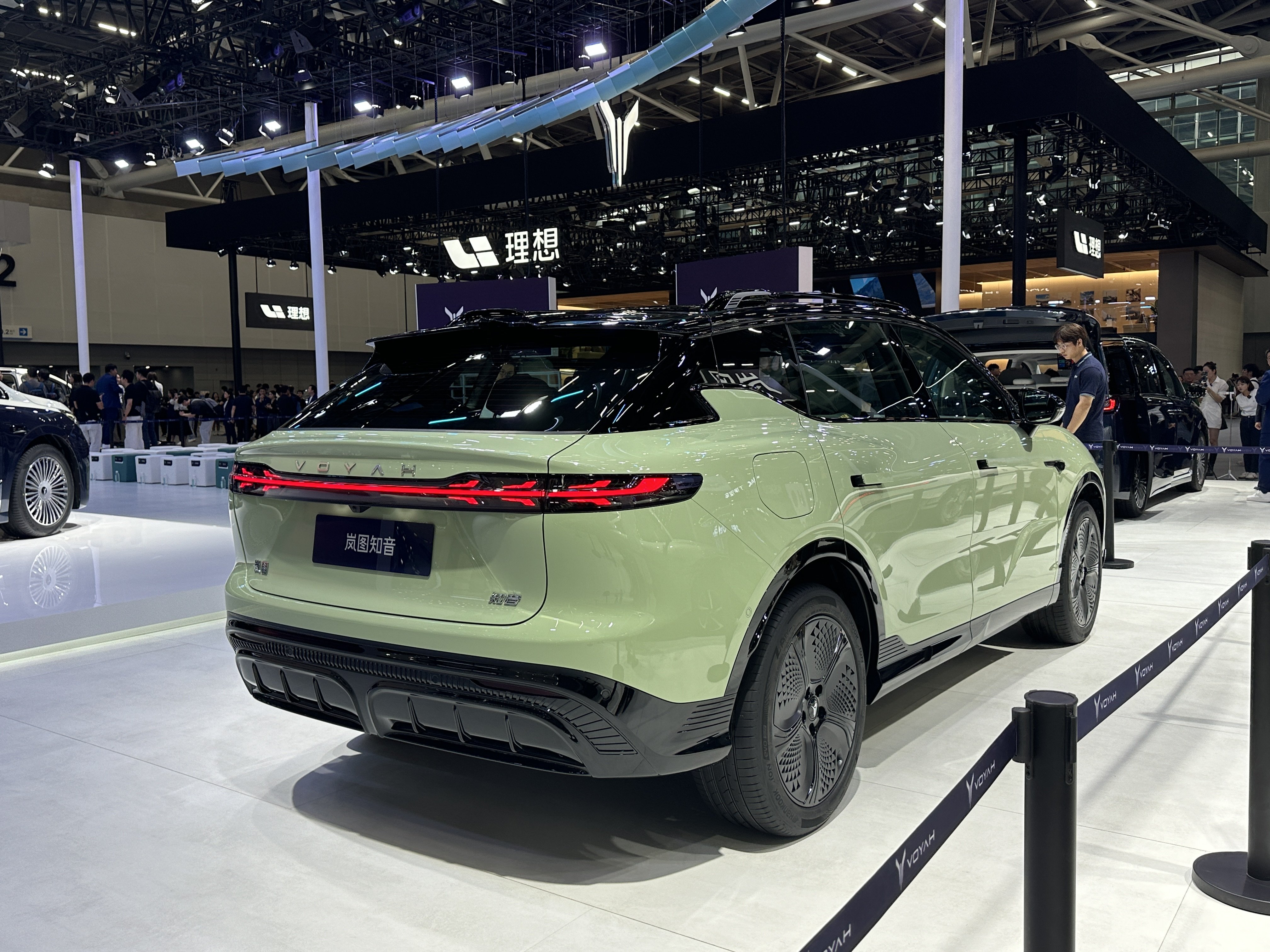
Voyah Courage - tył

Po dwuletniej przerwie, w połowie 2024 roku Voyah powrócił do rozbudowy swojej gamy modelowej. Czwartym produktem w portfolio został średniej wielkości SUV Courage, który powstał na bazie nowej generacji modułowej platformy "ESSA" koncernu Dongfeng Motor. Samochód utrzymano w języku stylistycznym tożsamym z dotychczasowymi Voyahami, wyróżniając się wąskimi reflektorami połączonymi świetlistym pasem obejmującym także podświetlane logo producenta. Nietypowo ukształtowany śłupek C optycznie oddziela dach i przeszkloną powierzchnię od dolnej części nadwozia.
Wśród innych chaakterystycznych akcentów Voyaha Courage znalazł się m.in. rozbudowane przetłoczenia drzwi, łagodnie opadająca linia dachu, chowane klamki, tylna listwa świetlna biegnąca przez całą szerokość pojazdu, czy opcjonalne 20-calowe alufelgi. Kabina pasażerska została zdominowana przez wysoko poprowadzony tunel środkowy, pod którym umieszczono dodatkowy schowek. Nad nim z kolei znalazł się centralny, dotykowy ekran systemu multimedialnego pozwalający na sterowanie większością funkcji pojazdu. Oprogramowanie HarmonyOS powstało we współpracy z chińską firmą technologiczną Huawei.

### Sprzedaż
Voyah Courage powstał z myślą o globalnych rynkach zbytu, mając pomóc chińskiej firmie zwiększyć nie tylko udział w rynku samochodów elektrycznych, ale i poszerzyć zasięg państw, w których istnieje oficjalna dystrybucja marki Voyah. W pierwszej kolejności samochód trafił do sprzedaży lokalnie, w Chinach, w trzecim kwartale 2024 roku.

### Dane techniczne
Voyah Courage powstał z myślą wyłącznie o napędzie elektrycznym, w trzech specyfikacjach napędowych. Podstawowa, tylnonapędowa, zyskała silnik elektryczny o mocy 288 KM lub 308 KM, z kolei bateria o pojemności 77 kWh ma pozwalać na przejechanie do 625 kilometrów na jednym ładowaniu według chińskiej normy CLTC. Te same silniki mogą zostać połączone także z większą baterią 109 kWh, tym razem dającą 901 kilometrów zasięgu CLTC. Topowa odmiana AWD zaoferowała 215 KM mocy i 77 kWh baterię przekładającą się na 570 kilometrów zasięgu CLTC.